# Microsoft AutoRoute
Microsoft AutoRoute è un software di mappatura, attualmente non più sviluppato, versione europea di Microsoft Streets & Trips. Esso copre tutta l'Europa, compresa la Russia europea, nonché l'Armenia, l'Azerbaigian, la Georgia, Cipro e tutta la Turchia. AutoRoute era prodotto anche in diverse lingue europee oltre all'inglese.
Ha due versioni: AutoRoute e AutoRoute GPS.